# 하동 쌍계사 삼장보살탱
하동 쌍계사 삼장보살탱(河東 雙磎寺 三藏菩薩幀)은 경상남도 하동군 화개면 운수리, 쌍계사에 있는 조선시대의 불화이다. 
2003년 4월 17일 경상남도의 유형문화재 제384호 쌍계사 삼장보살탱으로 지정되었다가, 2018년 12월 20일 현재의 명칭으로 변경되었다.

## 개요
쌍계사 삼장보살탱은 통일신라시대의 사찰인 쌍계사에 보관되어 있다. 이 탱화는 조선 정조 5년(1781) 5월에 제작되었는데, 금어(金魚) 승윤(勝允), 만휘(萬輝), 홍원(泓源), 지순(智淳) 등을 비롯하여 평삼(平三), 단해(端海), 승문(勝文), 함식(咸湜), 왕연(旺演), 유성(維性), 출정(出定), 왕인(旺仁), 보신(普信), 극찬(極贊), 찰삼(察森), 두찬(斗贊), 거봉(巨奉), 계탁(戒卓), 월현(月賢), 능치(能治) 등 편수(片手)에 16명이나 참여하였다. 가로가 긴 직사각형(243.7cm×373cm)인 1폭(11부(副) 1포(鋪))으로 원래 쌍계사 대웅전 신중탱(神衆幀) 옆에 봉안되어 있었으나 현재는 성보박물관에 소장되어 있다.
쌍계사 삼장보살탱은 중앙에 천장보살(天藏菩薩)과 그의 권속들이 그려져 있고, 향우측(向右側)에는 지지보살(持地菩薩)과 그의 권속들, 향좌측(向左側)에는 지장보살(地藏菩薩)과 그의 권속들로 배치되어 있다. 탱화의 전체적인 구도는 2단으로 상단에는 천장·지지·지장보살이 표현되고 하단에는 대좌와 그 양옆에 권속들이 표현되어 있다.
쌍계사 삼장보살탱은 주로 적색과 녹색을 위주로 채색되어 흰색과 황색, 청색 등이 사용되었다. 탱화의 가장자리에는 붉은 선으로 테두리를 두르고, 그 외곽에는 호분을 바르고 있다. 특히 양록색의 사용이 돋보이는데, 이 색은 18세기 지리산일대와 전라도를 중심으로 활발하게 불화제작을 했던 의겸(義謙)이 즐겨 사용하던 색으로 호남지역 불화의 한 특징을 이루고 있다.
쌍계사 삼장보살탱은 양식적 특징과 구도 및 도상이 선암사 삼장보살도에도 그대로 계승되어 19세기 전라도지역 삼장보살도의 모본이 될 정도로 조선시대 불교회화사 연구에 중요한 학술적 자료이다.

## 참고 자료
- 하동 쌍계사 삼장보살탱 - 국가유산청 국가유산포털